# Edwin Schal
Edwien Reinier Schal (Paramaribo; 3 de octubre de 1943), conocido como Edwin Wiene Schal, es un exfutbolista surinamés que comenzó su carrera como delantero del S.V. Transvaal en el Hoofdklasse y jugó para la selección nacional de Surinam.
Fue delantero durante la mayor parte de su trayectoria, pero fue utilizado más como defensa a finales de su carrera. Es considerado uno de los mejores futbolistas en la historia de su país, habiendo capitaneado al SV Transvaal en dos Copas de Campeones de la Concacaf y cinco títulos nacionales, en lo que se considera la edad de oro de la historia del club.

## Trayectoria
Comenzó en el Plein van 12 Mei, jugando en las categorías inferiores del S.V. Tuna. Antes de ser transferido a S.V. Transvaal, avanzó en sus categorías inferiores, jugando para el equipo de reservas antes de debutar con el primer equipo en 1966.
Como uno de los delanteros más prolíficos del país, ayudó a Transvaal a convertirse en el primer campeón regional del Caribe, liderando al Transvaal. a las semifinales de la Copa de Campeones de la Concacaf 1970 antes de que el equipo se retirara del torneo.
En 1973, S.V. Transvaal se aseguró el título nacional de SVB Hoofdklasse invicto, también ganó el Campeonato del Caribe y la Copa de Campeones de la Concacaf 1973 después de que el equipo costarricense Saprissa se retirara del torneo. Terminó la temporada como el máximo goleador de la Hoofdklasse con 20 goles, una hazaña que había logrado en 1968 junto con su compañero de equipo Roy Vanenburg con 14 goles cada uno.
Como capitán del equipo de S.V. Transvaal durante 15 años, ayudó a su equipo a conseguir siete títulos de liga en 1968, 1969, 1970, 1973 y 1974, mientras ganaba el premio al Futbolista Surinamés del Año dos veces, en 1968 y 1972.
También ganó la Copa de Campeones de la Concacaf dos veces, una vez más en 1981 cuando Transvaal derrotó al C.D. Atlético Marte de El Salvador 2-1 en marcador global en la final.

## Selección nacional
Hizo su debut con la selección nacional de Surinam el 10 de junio de 1966 en el torneo Coupe Duvalier contra Trinidad y Tobago en una derrota por 3-2 en el Estadio Sylvio Cator en Puerto Príncipe, Haití. Marcó su primer gol contra Haití tres días después en la victoria por 4-1; Surinam finalmente terminó como subcampeón del torneo.
Jugó un papel integral en las campañas de clasificación para la Copa Mundial de la FIFA de 1970, 1974 y 1978, y en 1978 ayudó a Surinam a ganar el Campeonato CFU organizado en Trinidad y Tobago.
En 1976, jugó para el equipo olímpico de Surinam, compitiendo en dos partidos contra el equipo olímpico de Trinidad y Tobago mientras anotaba dos goles.

### Goles internacionales
| Gol | Fecha                   | Estadio                               | Adversario        | Puntuación | Resultado | Competición                                |
| --- | ----------------------- | ------------------------------------- | ----------------- | ---------- | --------- | ------------------------------------------ |
| 1.  | 13 de junio de 1966     | Estadio Sylvio Cator, Puerto Príncipe | Haití             | 3-1        | 4-1       | Coupe Duvalier 1966                        |
| 2.  | 15 de junio de 1966     | Estadio Sylvio Cator, Puerto Príncipe | Guadalupe         | 1-0        | 4-0       | Coupe Duvalier 1966                        |
| 3.  | 15 de junio de 1966     | Estadio Sylvio Cator, Puerto Príncipe | Guadalupe         | 2-0        | 4-0       | Coupe Duvalier 1966                        |
| 4.  | 17 de junio de 1966     | Estadio Sylvio Cator, Puerto Príncipe | Jamaica           | 3-2        | 5-3       | Coupe Duvalier 1966                        |
| 5.  | 22 de diciembre de 1968 | Estadio Surinam, Paramaribo           | El Salvador       | 4-1        | 4-1       | Clasificación para la Copa Mundial de 1970 |
| 6.  | 3 de diciembre de 1972  | Antigua Recreation Ground, Saint John | Antigua y Barbuda | 3-0        | 6-0       | Clasificación para la Copa Mundial de 1974 |
| 7.  | 10 de agosto de 1975    | Estadio Surinam, Paramaribo           | Trinidad y Tobago | 2-0        | 2-0       | Preolímpico de Concacaf de 1976            |
| 8.  | 24 de agosto de 1975    | Queen's Park Oval, Puerto España      | Trinidad y Tobago | 1-1        | 1-1       | Preolímpico de Concacaf de 1976            |
| 9.  | 8 de octubre de 1977    | Estadio Universitario, Monterrey      | Guatemala         | 1-0        | 2-3       | Clasificación para la Copa Mundial de 1978 |

## Palmarés

### Títulos nacionales
| Título      | Equipo    | País    | Año  |
| ----------- | --------- | ------- | ---- |
| Hoofdklasse | Transvaal | Surinam | 1966 |
| Hoofdklasse | Transvaal | Surinam | 1967 |
| Hoofdklasse | Transvaal | Surinam | 1968 |
| Hoofdklasse | Transvaal | Surinam | 1969 |
| Hoofdklasse | Transvaal | Surinam | 1970 |
| Hoofdklasse | Transvaal | Surinam | 1973 |
| Hoofdklasse | Transvaal | Surinam | 1974 |

### Títulos internacionales
| Título                           | Equipo (*) | País              | Año  |
| -------------------------------- | ---------- | ----------------- | ---- |
| Copa de Campeones de la Concacaf | Transvaal  | Surinam           | 1973 |
| Copa de Naciones de la CFU       | Surinam    | Trinidad y Tobago | 1978 |
| Copa de Campeones de la Concacaf | Transvaal  | Surinam           | 1981 |

(*) Incluyendo la selección.

### Distinciones individuales
| Distinción                      | Año  |
| ------------------------------- | ---- |
| Máximo goleador del Hoofdklasse | 1968 |
| Deportista surinamés del año    | 1968 |
| Futbolista surinamés del año    | 1968 |
| Futbolista surinamés del año    | 1972 |
| Máximo goleador del Hoofdklasse | 1973 |